# Schwägalp
Schwägalp är ett bergspass i Schweiz.   Det ligger i distriktet Wahlkreis Toggenburg och kantonen Sankt Gallen, i den östra delen av landet, 140 km öster om huvudstaden Bern. Schwägalp ligger 1 278 meter över havet.
Terrängen runt Schwägalp är bergig åt sydost, men åt nordväst är den kuperad. Runt Schwägalp är det ganska glesbefolkat, med 35 invånare per kvadratkilometer.. Närmaste större samhälle är Sankt Gallen, 19,7 km norr om Schwägalp. 
I omgivningarna runt Schwägalp växer i huvudsak blandskog.